# Biton simoni
Espèce
Synonymes
- Daesia simoni Kraepelin, 1899

Biton simoni est une espèce de solifuges de la famille des Daesiidae.

## Distribution
Cette espèce se rencontre à Djibouti et en Somalie.

## Description
Le mâle holotype mesure 13 mm.
Le mâle décrit par Roewer en 1933 mesure 13 mm et les femelles de 16 à 18 mm.

## Étymologie
Cette espèce est nommée en l'honneur d'Eugène Simon.

## Publication originale
- Kraepelin, 1899 : Zur Systematik der Solifugen. Mitteilungen aus dem Naturhistorischen Museum in Hamburg, vol. 16, p. 195–259 (texte intégral).